# Дом културе
Дом културе је назив за установу културе мултифункционалног карактера, која обично делује на локалном нивоу (у градовима, општинама, већим селима) и служи као центар културних, образовних и друштвених активности заједнице. Ове установе су често смештене у наменски грађеним објектима и пружају простор за различите програме, од филмских и позоришних представа, преко концерата и изложби, до образовних курсева и рада са аматерским удружењима.

## Историјски развој и настанак
Идеја о домовима културе као поливалентним центрима за ширење културе и образовања народа посебно се развијала у социјалистичкој Југославији након Другог светског рата. У том периоду, широм земље изграђен је велики број домова културе, као део шире друштвене и културне политике усмерене на децентрализацију културе, описмењавање, едукацију становништва и промоцију културно-уметничког аматеризма. Били су замишљени као места где ће култура бити доступна свим слојевима друштва, посебно у мањим срединама које нису имале друге специјализоване установе културе (позоришта, биоскопе, галерије). Архитектонски, многи домови културе изграђени у овом периоду представљају примере социјалистичког модернизма.
Претече домова културе могу се наћи и у ранијим облицима народних домова, читаоница и соколских домова који су постојали у Краљевини Србији и Краљевини Југославији.

## Функције и активности
Домови културе су типично осмишљени да обављају широк спектар функција и да буду домаћини различитим културним и друштвеним активностима:
- Приказивачка делатност: Организовање биоскопских пројекција, позоришних представа (професионалних и аматерских трупа), концерта, изложби ликовне и примењене уметности.
- Образовна делатност: Организовање курсева (страних језика, рачунара, уметничких вештина), радионица, предавања, трибина.
- Рад са аматерима: Пружање простора и подршке за рад културно-уметничким друштвима (КУД-овима), аматерским позориштима, хоровима, музичким саставима.
- Библиотечка делатност: Многи домови културе у свом саставу имају и библиотеку или њен огранак.
- Информативна делатност: Обавештавање локалног становништва о културним и другим дешавањима.
- Издавачка делатност: Понекад објављују локалне новине, часописе или публикације.
- Организација локалних манифестација: Смотре фолклора, музичке свечаности, књижевне вечери, прославе празника.
- Простор за окупљање: Служе као место за састанке удружења грађана, клубова (нпр. шаховски клуб, клуб пензионера) и друге друштвене активности.

## Организација и финансирање
Домови културе у Србији су најчешће јавне установе чији су оснивачи јединице локалне самоуправе (градови или општине). Финансирају се претежно из буџета оснивача, али и из сопствених прихода (продаја улазница, изнајмљивање простора), путем пројектног финансирања (конкурси Министарства културе, покрајинских секретаријата, фондација) и донација. Управљање домом културе обично је поверено директору и управном одбору.

## Значај за локалну заједницу
Домови културе имају изузетан значај за културни и друштвени живот локалних заједница, посебно у мањим градовима и сеоским срединама:
- Доступност културе: Често су једине институције које пружају разноврсне културне садржаје становништву изван великих културних центара.
- Децентрализација културе: Доприносе равномернијем културном развоју и смањењу културних неједнакости.
- Очување локалног идентитета: Негују локалне традиције, обичаје и стваралаштво.
- Подстицање стваралаштва: Пружају подршку локалним уметницима и аматерима.
- Место окупљања и друштвене кохезије: Јачају друштвене везе и осећај припадности заједници.
- Образовна улога: Пружају могућности за неформално образовање и стицање нових вештина.

## Домови културе у Србији данас
Мрежа домова културе у Србији је и даље веома распрострањена. Многи од њих суочавају се са изазовима као што су недостатак финансијских средстава за програме и одржавање објеката, застарела опрема и потреба за модернизацијом програма како би одговорили на интересовања савремене публике, посебно младих. Ипак, многи домови културе успевају да, уз подршку локалних самоуправа и кроз пројектне активности, одрже и унапреде своје програме, остајући важни носиоци културног живота у својим срединама. Примери активних и обновљених домова културе постоје широм Србије, од већих градова до мањих општина.